# ニコラス・アギーレ
ニコラス・アギーレ(Nicolás Diego Aguirre，1990年6月27日 - )は、アルゼンチン・シャバス出身のサッカー選手。リーガ・エスパニョーラ・グラナダCF所属。ポジションはミッドフィールダー。

## 経歴
アルセナルFCでキャリアを始め、クラブで100試合出場を達成した直後の2015年2月12日に、負傷したセバスティアン・レトの代わりとしてCAラヌースに移籍する。
2018年2月2日、自身初の海外クラブとなる重慶当代力帆足球倶楽部に移籍した。
2018年7月8日、セグンダ・ディビシオンのグラナダCFに1年契約で移籍した。